# Макронисос
Макронисос е неголям скалист остров на 50 km в морето югоизточно от Атина. Намира се на 3 km източно-югоизточно от брега край гр. Лаврио. След него на ок. 15 km в същата посока е разположен по-големият о. Кеа.

## География
Административно е включен в ном Цикладски острови, но не е част от архипелага. Днес практически е необитаем. Има удължена форма в направление югозапад – североизток. Дълъг е 13 km, широк е 1,5 km. Има обща площ 18,427 km2 и е 66-ият по големина гръцки остров. Най-високата точка е на 281 m в северната част. Има 28 километра брегова линия. Разполага с няколко извора, които често пресъхват.

## История

### „Британик“
В пролива между островите Макронисос и Кеа на 21 ноември 1916 г. след експлозия (вероятно от мина) потъва „Британик“ - британският кораб-близнак на злополучния „Титаник“. Това е най-големият кораб, загубен през Първата световна война.
Макар и първоначално да е предназначен за пътнически превози, заради войната е използван като болница с екипаж 860 души и капацитет 675 души – ранени (300) и медицински персонал. На борда не е имало цивилни граждани. Загиват 30 души.
Историята е пресъздадена в американско-британския игрален филм „Британик“ от 2000 г.

### Концлагер
Тук гръцкото правителство през пролетта на 1947 г. създава най-големия концлагер на Балканите. В него са хвърлени огромен брой егейски българи. Много от тях, включително непълнолетни, са избити или загиват от нечовешките условия и изтезанията на гръцката жандармерия, под чието ведомство са концлагерът и военният затвор, образуващи мрачния комплекс Макронисос. Оцелелите остават осакатени, ослепели и душевно смазани хора, доживотни инвалиди.
В концлагера попадат и хора от други ентически малцинства и неудобни за властта гърци като поета Янис Рицос, композитора Микис Теодоракис и пр., но на много от тях нечовешките издевателства са спестени, за разлика от беломорските българи, чиято единствена вина най-вече е, че не желаят незабавно да се погърчат.
Христо Лагадинов, сам той под смъртна угроза, в свое писмо до Методи Кърпачев описва трагедията на 50 българчета от Костурско на възраст между 13 и 17 години, които въпреки заплахите с мъчения и смърт заявяват, че са българи и няма да се нарекат гърци. Веднага няколко от тях са удавени в морето по заповед на коменданта черния полковник Тома Сильо. Това не сломява останалите българчета и затова те са подложени на инквизиции и са изнасилвани от гръцките военни полицаи, воглаве с коменданта. Тези издевателства довеждат децата дотам, че те посягат на живота си, но никое от тях не се нарича грък.
До закриването на концлагера (1957) и преместването на военния затвор (1960) в ада на Макронисос са репресирани между 50 000 и 100 000 души. Точният им брой не може обективно да се установи, тъй като броят на многото загинали тук и до днес е неизвестен.

## Памет
Поради мрачната му история островът е считан за паметник за Гражданската война и всякакви промени по него са забранени.
Непростимо е, че сега, за да бъде забравен концлагерът на Макронисос, мястото се рекламира като дестинация за морски туризъм, което е все едно Аушвиц да бъде лансиран на туристическия пазар като място за развлечение.